# The Old House
Pour plus de détails, voir Fiche technique et Distribution.
The Old House est un court métrage d'animation américain, en couleur de la série des Happy Harmonies réalisé par Hugh Harman, sorti le 2 mai 1936.
Il fait aussi partie des films ayant pour personnage principal Bosko.

## Fiche technique
- Titre : The Old House
- Série : Happy Harmonies
- Réalisateur : Hugh Harman
- Voix : Rochelle Hudson (Honey), Carman Maxwell (Bosko)
- Producteur : Hugh Harman, Rudolf Ising
- Production : Harman-Ising Studio
- Distributeur : Metro-Goldwyn-Mayer
- Format d'image : Couleur (Cinecolor)
- Son : Mono (Vitaphone[1])
- Musique originale : Scott Bradley
- Durée : 9 min 58
- Langue : (en)
- Pays de production:  États-Unis
- Date de sortie[1] : 2 mai 1936